# Tacht-i-Sulajmán
Tacht-i-Sulajmán (česky Šalamounův trůn), jinak Obasta Tsukai, je jedna z nejvyšších hor Sulajmánského pohoří v západním Pákistánu.
Tacht-i-Sulajmán nachází na hranici mezi provincií Bálučistán na západě a okresem Dera Ismail Khan na východě, který tvoří nejjižnější část provincie Chajbar Paštúnchwá. Hora má nadmořskou výšku 3452 metrů (podle jiných zdrojů 3378 metrů či 3487 metrů).